# Майцен, Милан
Милан Иванович Майцен (словен. Milan Ivana Majcen; 17 ноября 1914, около Севниц, Шентянж — 29 октября 1941, Мурнце, около Шентянжа) — словенский югославский партизан, работавший трактирщиком. Народный герой Югославии (посмертно).

## Биография
Родился 17 ноября 1914. В молодости был владельцем таверны «Кершич», в конце 1930-х годов увлёкся маркистскими учениями и стал помогать Компартии Югославии в работе Союза коммунистической молодёжи в Словении (особенно в Доленське). В партию вступил в 1941 году. После начала войны в своей таверне, где проходили съезды молодёжи компартии Словении, провозгласил о создании Освободительного фронта. В августе 1941 года был арестован итальянской администрацией оккупированных земель, но сбежал из тюрьмы и вышел на связь с пратизанами, вступив в Мокршскую партизанскую роту и позднее возглавив Молнишский взвод.
В ходе народно-освободительной войны в сентябре 1941 года принял боевое крещение в боях за Доленьску, позднее возглавил и саму роту. Во время обходного манёвра близ Сейтанжа, в деревне Севницы, партизанский отряд был застигнут немецкими полицаями. Майцену пришлось укрываться в доме вместе с партизаном Матевжем Янце. В течение нескольких часов они отстреливались и боролись с полицаями, но всё же были убиты. Милан Майцен звание Народного героя получил посмертно 20 декабря 1951 года. В память о Милане одна из улиц в Любляне была переименована в его честь.